# This Very Christmas

This Very Christmas est un film nigérian réalisé par John Osemeke, sorti en 2024. 
Écrit par Eze Ogechi Patience, ce film dramatique familial de Noël met en vedette Patience Ozokwor, Uchechi Treasure Okonkwo, Chinaza Victoria Eze, Toosweet Annan, Fidelis Ogbonnaya, Victoria Eze, Prince Nebo et Loveday Daniel.
This Very Christmas suit l'histoire de Kathie et Bianca, anciennes camarades de classe et rivales de longue date, qui se retrouvent de manière inattendue chez leur grand-mère pendant la période des fêtes.  Le film — produit par African Magic — est sorti le 20 décembre 2024.

## Synopsis
Les anciennes rivales d'école Kathie (Uchechi Treasure Okonkwo) et Bianca (Chinaza Victoria Eze) se retrouvent sous le même toit pour les vacances. Espérant un Noël paisible et joyeux, les deux femmes sont confrontées à des tensions persistantes du passé. Alors que les secrets de famille sont révélés et que des confrontations émotionnelles se déroulent, l'atmosphère festive cède la place au conflit et à la révélation. Au milieu de la tourmente, les deux femmes découvrent un lien inattendu qui les relie de manière complexe et sincère, remettant en question leurs perceptions et offrant une chance de réconciliation.

## Distribution
- Patience Ozokwor : Caro
- Uchechi Treasure Okonkwo : Kathie
- Chinaza Victoria Eze : Bianca
- Toosweet Annan : James
- Victoria Eze : Monica
- Le prince Nebo : Nduka
- Chidi Nwachukwu : Ikenna
- Fidelis Ogbonnaya : Titus

## Production
Le film a été réalisé par John Osemeke et écrit et coproduit par Eze Ogechi Patience. Il a été produit exécutivement par Chijioke Okonkwo sous sa société, BoldLine Entertainment. La musique originale a été composée par Uchechi Treasure,.
Le tournage principal a eu lieu au début de l’année 2024,.

## Libération et réception
Le film est sorti sur African Magic le 20 décembre 2024.
Pleasure Okezie du Daily Times of Nigeria a décrit This Very Christmas comme une approche rafraîchissante des films de Noël, soulignant son mélange efficace de drame, d’humour et de moments émouvants. Bien qu’elle ait remarqué que certaines scènes semblaient quelque peu prévisibles, elle a salué la profondeur émotionnelle du film et la qualité des interprétations, mettant particulièrement en avant Patience Ozokwor, Uchechi Treasure Okonkwo et Eze Victoria Chinaza. Okezie a attribué au film une note de quatre étoiles sur cinq.
Dans un article pour The Guardian, Queen Onuoha a salué le scénario du film, le décrivant comme « percutant, émouvant et rempli de moments qui touchent de près ». Elle a souligné que ce qui distingue This Very Christmas, c’est sa capacité à équilibrer le drame avec l’humour et la tendresse, créant ainsi une expérience de visionnage complète et captivante.